# 張賢亮
張 賢亮（ちょう けんりょう、中国語: 张贤亮、Zhang Xianliang、1936年12月 - 2014年9月27日）は、中国の作家、詩人。反右派闘争期の1957年に政治犯として拘束される。1979年に名誉回復。政治犯として収容されていたころの体験に基づいた「土牢情話」などの半自伝的作品で知られる。また、「男の半分は女」などの性と愛をありのまま描いた作品でも注目された。

## 生涯
1936年（民国25年）南京の裕福な中流家庭に生まれる。祖籍は江蘇省盱眙県。父は米国留学の経験がある国民党の官僚で複数の会社を経営する企業家でもあった。1949年、共産党が第二次国共内戦において国民党に対して勝利を収めると、父はスパイ容疑で逮捕され、のちに獄死した。そのため張賢亮は1954年18歳の時に母親と妹を養うために大学への進学をあきらめ、北京を去って寧夏回族自治区銀川市賀蘭県へ赴き、すぐに幹部文化学校の教員になった。
1950年代初め、中学生のころより創作を始める。1957年までに60余編を発表した。北京で高校に入るがのちに除籍となる。青年時代はロシア文学とフランス文学を好んだという。1955年に甘粛省委員会幹部学校の教員になる。反右派闘争期の1957年7月、21歳の時に『延河』という文学月刊誌に長編詩「大風歌」を投稿するが、これが猛烈な批判を受けることになる。1957年9月1日、『人民日報』が「大風歌を糾弾する」という批判記事を掲載、作品が反党、反社会主義であると糾弾した。作者である張賢亮は「右派分子」のレッテルが貼られ労改送りとなる。以来、22年間にわたり世間と隔絶され、当局の管制下におかれる。文化大革命期には、反革命的修正主義者であるとして糾弾され、逮捕が繰り返された。1970年に軍事基地の撤去作業の強制労働に従事する。文革終息後の第十一期三中全会において名誉回復が決定、1979年9月28日にこれを知らせる一通の通知が来て、「右派」生活に終止符が打たれた。『寧夏文芸』の編集に携わる。張賢亮はこの時すでに43歳の中年になっていた。
1980年代から精力的に作品を発表、中国作家協会寧夏分会理事に選ばれ、中国作家協会にも加入した。また、全国政協委員を第6期から第8期まで務める。しかしながら、1989年の六四天安門事件の際に抗議する学生たちへの支持を表明したところ、当局により「習慣死亡」を含む作品の発表を禁止され抑圧を受けた。発禁処分は1993年まで続いた。この影響で、しばらく映画製作関連の仕事に活動の重心を移す。1992年には明清時代の防壁の荒涼とした風景に商機を見出し、鎮北堡西部影城という映画撮影基地を設立、自ら董事長となった。ここでは「紅いコーリャン」「楽園の瑕」「チャイニーズ・オデッセイ」といった作品の作品が行われた。
1993年には、六四天安門事件を追憶する集会を組織しようとした罪で当局に拘束され、三年間投獄された。2012年11月12日、中国共産党中央委員会の機関紙『人民日報』等で一斉に「張賢亮が5人の愛人を囲っていることを暴露する」ゴシップ記事が報道される。2013年頃から体調を崩し、一年近く闘病したものの治療の甲斐なく、2014年9月27日銀川郊外の病院にて死去した。享年78歳。

## 作品

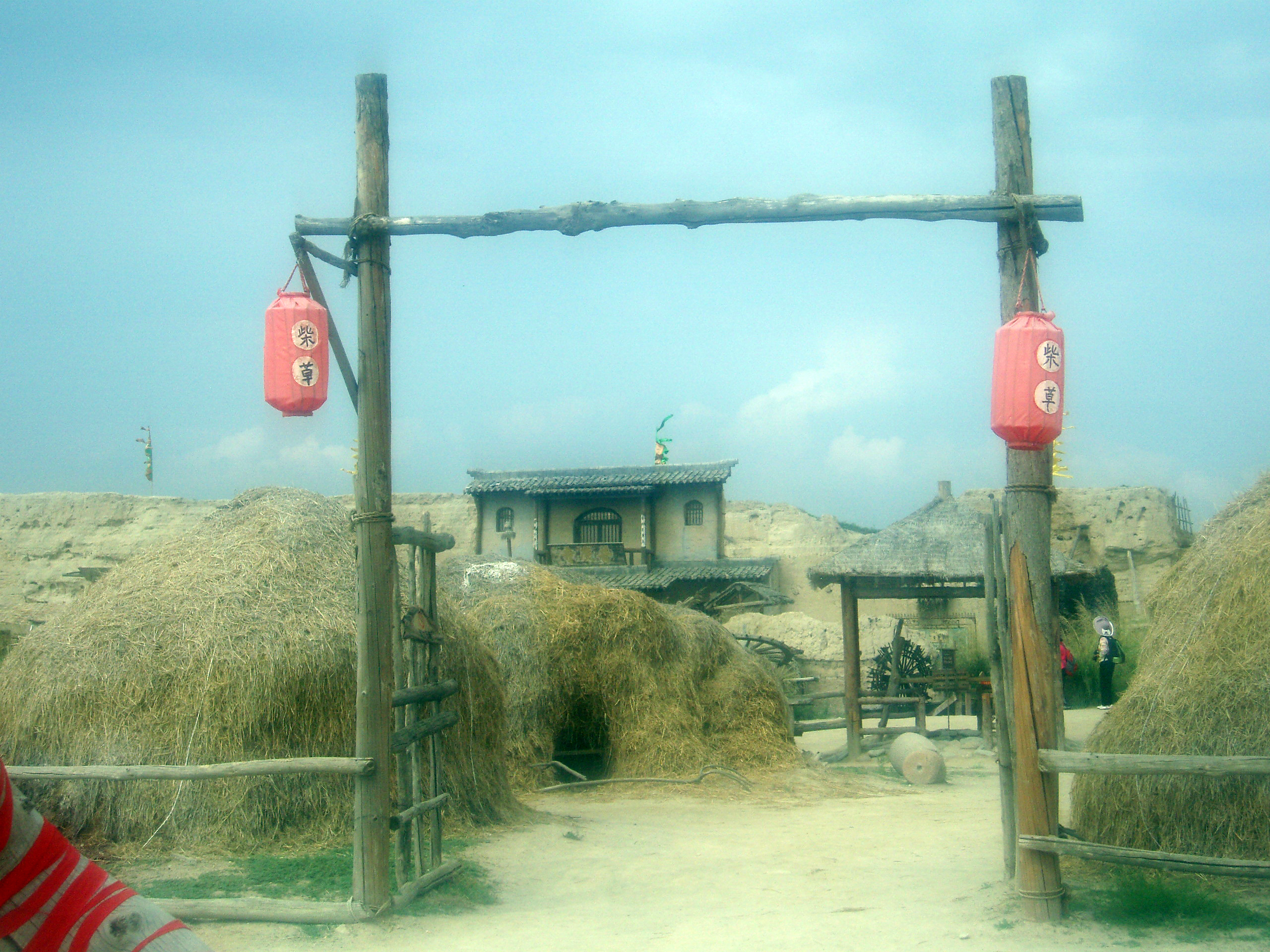
銀川郊外の镇北堡西部影城にて撮影された写真

文化大革命期に、右派分子、右傾分子、反革命分子、知識人、国民党支持者などが労働改造所などで強いられた悲惨で無残な状況を描く作品で注目された。同様のテーマを扱った文革後の文学潮流は「反思文学」「傷痕文学」などと呼ばれ、張賢亮がその代表作家の一人として挙げられることがある。また、1980年代では非常に稀であった性と愛をテーマに盛り込んだ作品でも注目された。愛読した過去の作家としては、トルストイを挙げている。
- 代表作品リスト

1. 長詩《大風》(1957)
2. 短篇小説《邢老漢和狗的故事》
3. 短篇小説《霊与肉》
4. 短篇小説《肖爾布拉克》
5. 短篇小説《初吻》
6. 中篇小説《土牢情話》
7. 中篇小説《龍種》
8. 中篇小説《河的子孫》
9. 中篇小説《緑化樹》(1994)
10. 中篇小説《浪漫的黑炮》
11. 中篇小説《男人的一半是女人》(1985)
12. 長篇小説《男人的風格》
13. 長篇小説《習慣死亡》(1991)

- 主な日本語訳書

1. 北霖太郎 訳『男の半分は女』1986年7月。ISBN 978-4576861005。
2. 北霖太郎 訳『早熟』二見書房、1988年11月。ISBN 978-4576881362。
3. 野沢俊敬 訳『緑化樹』響文社、1989年1月。ISBN 978-4906198511。
4. 大里浩秋 訳『土牢情話』日本アジア文学協会（めこん）、1993年3月。（収録作：邢じいと犬 霊魂と肉体 土牢情話）